# Murosternum molitor
Murosternum molitor är en skalbaggsart som beskrevs av Jordan 1894. Murosternum molitor ingår i släktet Murosternum och familjen långhorningar.
Artens utbredningsområde är Gabon. Inga underarter finns listade i Catalogue of Life.